# Kirchenburg Stadelschwarzach

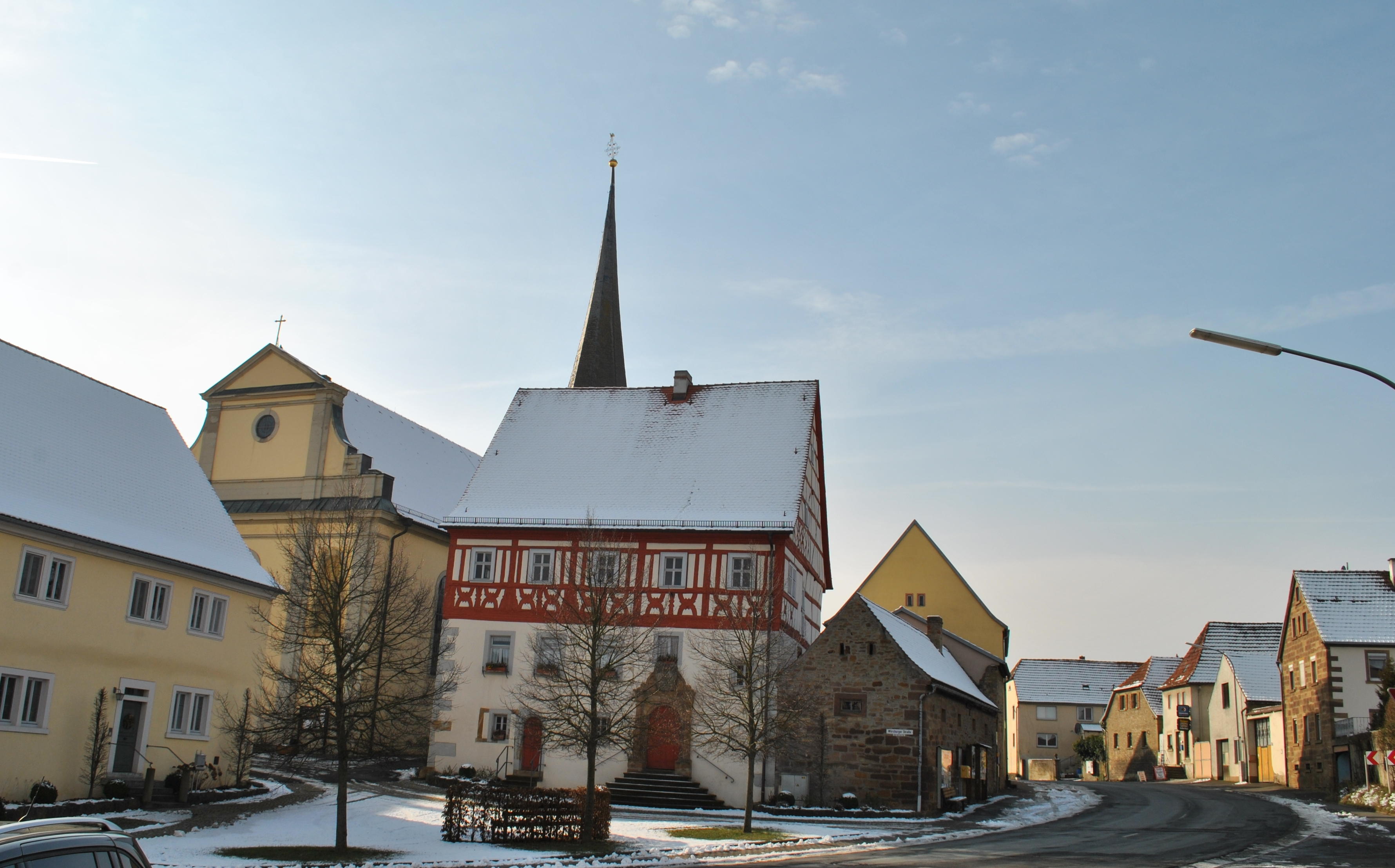
Kirche, Rathaus und Gaden entlang der Würzburger Straße

Die Kirchenburg Stadelschwarzach umfasst die befestigten Bereiche des Kirchhofs um die katholische Pfarrkirche des Prichsenstädter Ortsteils Stadelschwarzach im unterfränkischen Landkreis Kitzingen. Teile der Anlage wurden 1982 ins Fränkische Freilandmuseum Bad Windsheim transloziert.

## Lage
Die Kirchenburg befindet sich im Kern des Stadelschwarzacher Altortes und ist im Nordwesten und Norden von der Bundesstraße 22 umgeben, die als Würzburger Straße durch den Ort führt. Der historische Eingang zu der Anlage ist noch heute durch den Straßenverlauf entlang der Schulgasse kenntlich gemacht. Die Kirchenburg nahm ursprünglich wohl eine nahezu rechteckige Fläche ein. Der einzige Zugang erfolgte durch ein Torhaus, das wahrscheinlich neben dem ehemaligen Gemeinderathaus im Haus Würzburger Straße 32 bestand.

## Geschichte
Die Entstehungszeit der Stadelschwarzacher Kirchenburg kann wohl in das 14. Jahrhundert verlegt werden. Während sich Städte und reichere Dörfer mit einer Ringmauer umgaben, befestigten ärmere Gemeinden lediglich den Kirchhof, der früher zugleich als Friedhof diente. Anders als bei den Anlagen in Kleinlangheim, Hüttenheim oder Willanzheim existieren für Stadelschwarzach jedoch kaum archivalischen Quellen. Einige bauliche Merkmale der noch erhaltenen Gaden sind sicher dem 15. Jahrhundert zuzurechnen. 

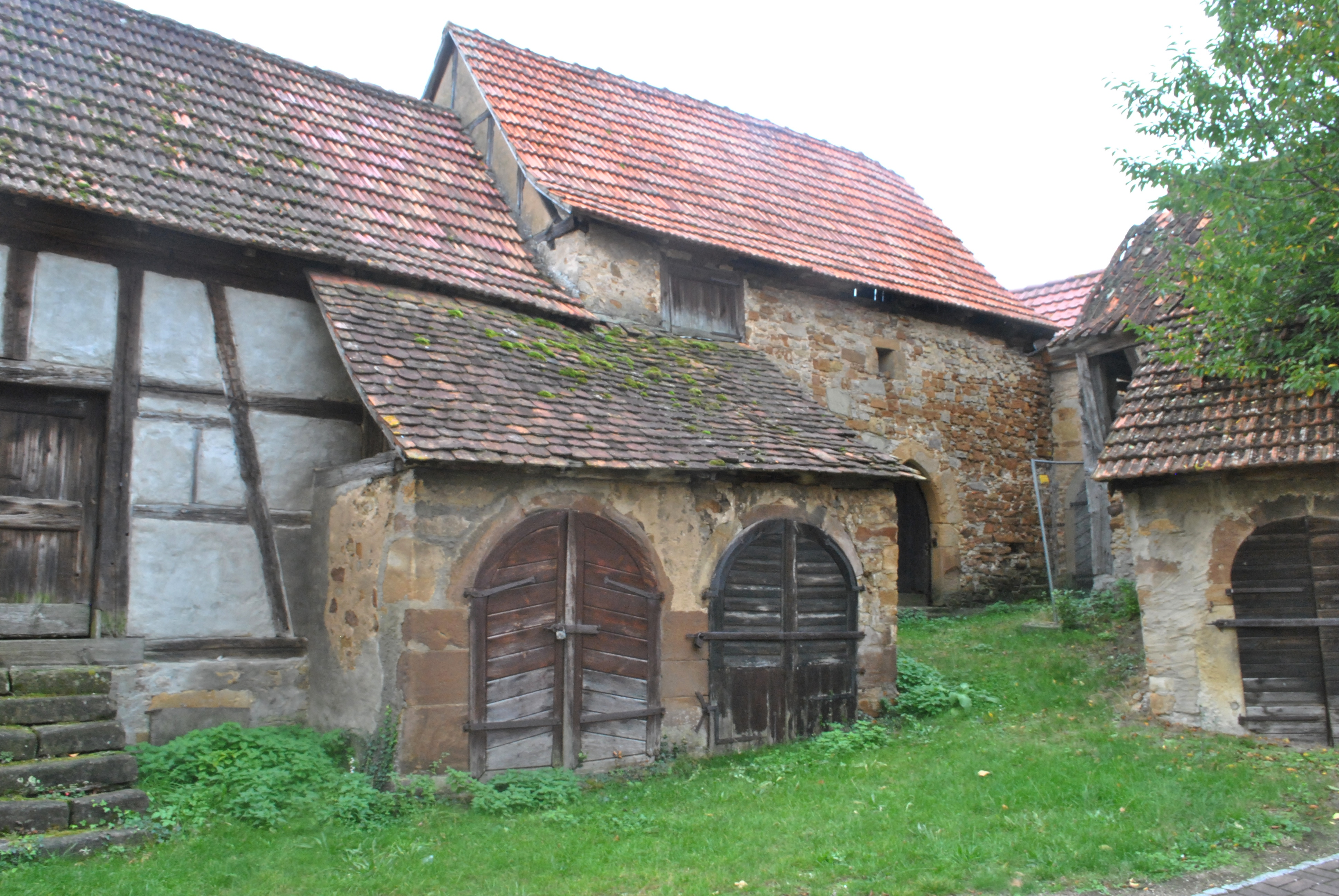
Die erhaltenen Kirchgaden in der Würzburger Straße

Wahrscheinlich erlebten die Kirchenburgen des Kitzinger Landes während der beiden Markgräflerkriege 1461/1462 und 1552/1554 einen Ausbauschub. Auch in Stadelschwarzach haben sich mehrere Schießscharten erhalten, die auf kriegerische Auseinandersetzungen hinweisen. Erstmals urkundlich erwähnt wurde die Stadelschwarzacher Kirchenburg im Jahr 1586. Damals stritt sich die Pfarrgemeinde über den Bau eines Kellerhalses, der zu nahe an den benachbarten Pfarrhof stieß. Auf das Jahr 1582 datiert die Errichtung eines Gaden.
Ausführlichen Niederschlag in den Quellen fand die Kirchenburg im Zins- und Lehenbuch der Pfarrei Stadelschwarzach von 1604. Die Eigentümer der 14 Gaden und sieben Keller mussten jährlich am Karfreitag oder am Martinstag einen Grundzins an die Gotteshauskasse entrichten. Neben einigen Untertanen der Grundherrschaft besaß auch die Gemeinde ein Gadenhaus innerhalb der Kirchenburg. Es erhielt 1611 eine neue Tür und wurde 1694 vom Maurer Michael Kupffer neu eingedeckt. Der Gemeindegaden erfuhr neuerlich 1709 und 1722 Umbaumaßnahmen.
Spätestens im Dreißigjährigen Krieg verloren die Kirchenburgen ihre militärische Schutzfunktion für die Bevölkerung und wurden zu schlichten Getreidelagern umgewandelt. Im Jahr 1771 wollte die Gemeinde den bisher um die Kirche befindlichen Friedhof an den Dorfrand verlegen. Allerdings scheiterte der Vorstoß an der Regierung in Würzburg. Stattdessen schlugen die Beamten des Hochstifts Würzburg den Abriss zweier einsturzgefährdeter Gaden vor. Weitere Gadenhäuser verschwanden im Zuge des Kirchenneubaus von 1804. 1817 bestanden nur noch elf Gaden.
Die Anlage hatte mit den Abrissen ihren geschlossenen Charakter verloren. In der Folgezeit vernachlässigte man die Erhaltung des Baukomplexes und viele Gaden verfielen. 1982 rettete das Fränkische Freilandmuseum Bad Windsheim einen weiteren Gaden mit Fachwerkobergeschoss vor dem Verfall und man translozierte den Bau in das Museum, wo er seitdem eingelagert ist. Das Bayerische Landesamt für Denkmalpflege führt die erhaltenen Überreste der Stadelschwarzacher Kirchenburg als Baudenkmal. Untertägige Reste der Anlage sind als Bodendenkmal eingeordnet.

## Beschreibung
Durch die Umbaumaßnahmen im 18. und insbesondere 19. Jahrhundert haben sich nur noch wenige Gaden der ursprünglichen Kirchenburg erhalten. Sie reihen sich entlang der Würzburger Straße (der heutigen Bundesstraße 22) auf. Daneben bestehen innerhalb der Kirchhofbefestigung mehrere Verwaltungsgebäude, die teilweise bereits auf das Spätmittelalter datiert werden können und auf die meist eingeschossigen Gadenhäuser aufgesetzt wurden. Neben der Kirche, die im Zentrum der Anlage zu finden ist, existieren das ehemalige Rathaus, das Pfarrhaus und der Münsterschwarzacher Amtshof.

### Bartholomäuskirche
Die katholische Pfarrkirche St. Bartholomäus bildet den Mittelpunkt der ehemaligen Kirchhofbefestigung. Bereits im 14. Jahrhundert gelangte Stadelschwarzach ins Einflussgebiet der Abtei Münsterschwarzach, die das kleine Gotteshaus im Jahr 1364 zu einer Pfarrkirche erhob. Nach der Auflösung des Klosters im Zuge der Säkularisation wurden vonseiten der Gemeinde schnell Pläne für den Neubau ihrer Kirche gemacht. 1805 weihte man die vergrößerte Kirche ein. 2018 verlor die Bartholomäuskirche ihren markanten Spitzhelm durch das Sturmtief Fabienne.
Die Kirche präsentiert sich als Saalbau. Das Gotteshaus ist nach Südwesten ausgerichtet, ein eingezogener quadratischer Chor schließt den Bau ab. Durch die Erweiterung zu Beginn des 19. Jahrhunderts gewann die Kirche Fläche in Richtung der Schulgasse, sodass insbesondere die Gaden im Nordosten dem Kirchenausbau weichen mussten. Ältestes Bauelement ist nach wie vor der Kirchturm aus dem 14. Jahrhundert, der in früheren Zeiten auch als Aussichtsturm diente.

### Amtshaus

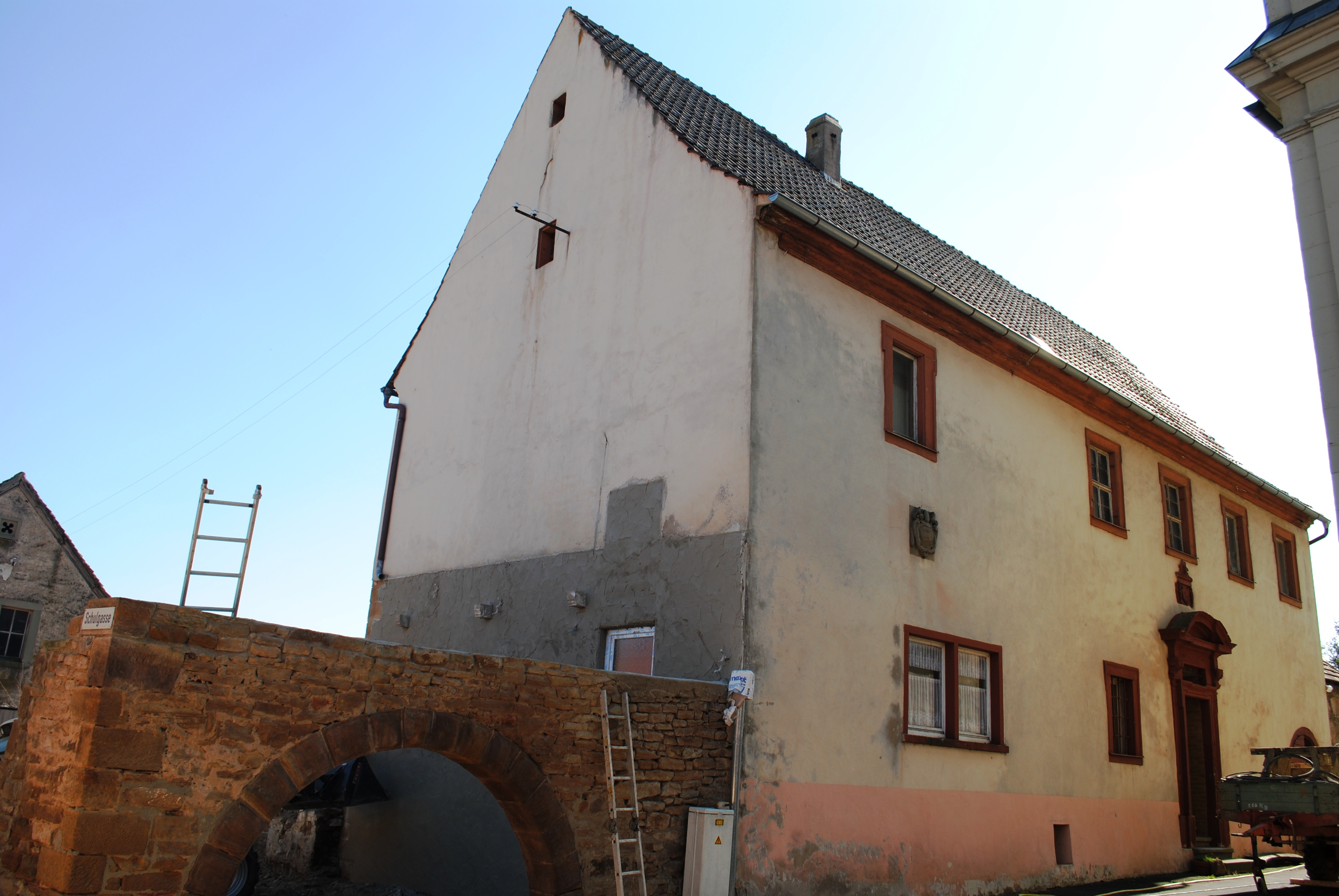
Das Münsterschwarzacher Amtshaus innerhalb der Kirchenburg

Von einiger Bedeutung für die Ortsgeschichte von Stadelschwarzach ist das in die Kirchhofbefestigung eingebaute Amtshaus mit der Adresse Würzburger Straße 36. 1604 tauchte das Haus als Bau „unsern gnedigen Herrn“, der Sitz des Münsterschwarzacher Abtes, erstmals auf. Eine Inschrift am Gebäude belegt, dass das Münsterschwarzacher Amtshaus bereits 1593 errichtet wurde. Im Jahr 1804 wurde das Gebäude an Privatleute verkauft, nachdem in den Jahren zuvor der letzte Abt Judas Thaddäus Sigerst die Räumlichkeiten bewohnt hatte.
Das Anwesen präsentiert sich als zweigeschossiger traufseitiger Satteldachbau mit Barockportal. Oberhalb des Durchgangs wurde ein Wappen der Renaissance angebracht, das mit der Jahreszahl 1593 verziert wurde. Es ist dem Münsterschwarzacher Abt Johannes IV. Burckhardt zuzuordnen, der die Gegenreformation in seinem Einflussgebiet forcierte. Im Gewölbekeller des Amtshauses hat sich ein Türpfosten eines Gaden erhalten, der auf 1580 datiert. Die heute bestehenden Baulichkeiten wurden zumeist über Gaden errichtet.

### Rathaus
Das dreigeschossige Rathaus von Stadelschwarzach, das bis in die 1970er Jahre Sitz der Gemeindeverwaltung war, ist ebenfalls Teil der Kirchenburg. Ursprünglich tagten die Schöffen wohl im Torbau der Kirchenburg, der direkt neben dem heutigen Haus aufragte. Neben der Verwaltung war im Tor auch die Schule untergebracht. Diese Lösung ist auch in anderen Kirchenburgen des Landkreises nachweisbar, beispielsweise in Mönchsondheim. Erst 1605 entstand das heutige, repräsentative Rathausgebäude, das auf eine Aufstockung und Erweiterung eines Gaden zurückgeht.
Diese Veränderung ist auch heute noch an der Ostseite des Hauses ablesbar. Während die drei auf der linken Seite gelegenen Fensterachsen und das schlichtere Fachwerk noch dem Bestand vor dem 17. Jahrhundert zuzurechnen sind, verweist das Schmuckfachwerk auf der rechten Seite auf die Erweiterung. Ähnlich wie am Amtshaus brachte man auch am Rathaus das Wappen eines Münsterschwarzacher Abtes an. Das Zeichen des Dominicus Otto verweist auf eine Renovierung des Rathauses am Ende des 18. Jahrhunderts.

### Weitere Elemente
Die ursprüngliche Anlage ist noch entlang der Würzburger Straße, Hausnummern 30 bis 34 erkennbar. Es handelt sich um mehrere, meist eingeschossige Gadenhäuser, die an eine Mauer angebaut wurden. Im Kern weisen sie noch spätmittelalterliche Bauabschnitte auf, wurden allerdings im 18. und 19. Jahrhundert erneuert. Anders als bei anderen Kirchenburgen im Kitzinger Land existieren kaum noch erhaltene Kellerhälse. Wahrscheinlich verzichtete man auf die Anlage solcher Anbauten, weil die ehemalige Kirchenburg nur eine kleine Fläche umfasst.
Den kunsthistorisch bedeutsamsten Gaden baute man 1982 ab und translozierte ihn ins Fränkische Freilandmuseum Bad Windsheim. Es handelte sich um das Haus Nr. 77, das auf 1582 datiert. Es ist ein zweigeschossiges, traufständiges Gebäude mit Satteldach. Während das Erdgeschoss durchgemauert war, wies das Obergeschoss Fachwerk auf. Hier überwogen Zierformen, wie geschweifte und genaste Andreaskreuze. Die Giebelseite war zum Zeitpunkt der Translozierung bereits ruinös. Eine Toreinfahrt führte ins Gebäudeinnere.
Weitere Einzelgebäude des Ensembles verschwanden schon in früheren Zeiten. Lediglich einmal urkundlich erwähnt wurde der „Kirchgraben“ im Jahr 1775. Ähnliche Gräben, die ebenfalls eine Schutzfunktion besaßen, waren in Kleinlangheim, Mönchsondheim und Segnitz zu finden. Eventuell war mit dem Graben aber lediglich der steile Abfall in Richtung der Schwarzach im Südosten der Anlage gemeint. Daneben war ein Beinhaus im Kirchhof zu finden, in dem die Knochen Verstorbener aufbewahrt wurden. Wahrscheinlich übernahm ein Gaden diese Funktion, in dessen Obergeschoss eine Kapelle untergebracht war.